# Deep Down
Albums de Dennis Brown
The Best Of Dennis Brown
(1975) Visions Of Dennis Brown
(1977)
Deep Down  est un album de Dennis Brown produit par Winston "Niney" Holness, enregistré en 1975 par Errol T et mixé par Philip Smart au studio de King Tubby. Après sa parution, en 1976, sort sa version dub, intitulée Sledgehammer Dub In The Streets Of Jamaica. Il est réédité en 1979 sous le nom So Long rastafari, puis en 1987 sous le nom My Time.

## Titres
Face A
1. So Long Rastafari (Dennis Brown) - 3:13
2. Travelling Man (Dennis Brown, Castro Brown) - 3:44
3. You're No Good (Ken Boothe) - 2:45
4. Voice Of My Father (Dennis Brown) - 3:28
5. Open The Gate (Dennis Brown) - 2:22
6. Go Now (Hugo, Luigi, George David Weiss) - 3:27

Face B
1. God Bless Our Soul (Dennis Brown) - 3:20
2. Say Mama Say (Dennis Brown) - 2:55
3. Shame (Reuben Cross, John H. Fitch) - 3:08
4. Tribulation (Dennis Brown) - 3:09
5. If You're Right Help The Poor (Dennis Brown) - 2:58